# Thiếc(IV) chloride
Thiếc(IV) chloride, còn được gọi dưới nhiều cái tên khác là thiếc tetrachloride hoặc stannic chloride, là một hợp chất vô cơ với công thức hóa học SnCl4. Ở nhiệt độ phòng, hợp chất này là chất lỏng không màu có tính hút ẩm cao, khói của hợp chất này tiếp xúc trực tiếp với không khí gây ra mùi hôi khó ngửi. Ngoài ra, hợp chất này còn được sử dụng làm tiền thân cho các hợp chất thiếc khác.

## Lịch sử
SnCl4 lần đầu tiên được phát hiện bởi Andreas Libavius (1550–1616), được biết đến và gọi tên là spiritus fumans libavii.

## Điều chế
Hợp chất khan được điều chế từ phản ứng của khí chlor với thiếc nguyên chất ở nhiệt độ 115 ℃ (239 ℉; 388,15 K).
Sn + 2Cl2 → SnCl4

## Sử dụng
Ứng dụng chính của SnCl4 là tiền chất của hợp chất organotin, được sử dụng làm chất xúc tác và các chất ổn định polymer. Nó có thể được sử dụng trong quá trình tổng hợp gel để chuẩn bị lớp phủ SnO2 (ví dụ: kính cường lực); các tinh thể nano của SnO2 có thể được tạo ra bằng cách tinh chế nhờ phương pháp này.

## An toàn
Thiếc(IV) chloride được sử dụng làm vũ khí hóa học trong Chiến tranh thế giới lần thứ nhất, vì nó tạo thành khói dày đặc nhưng không chết người khi tiếp xúc với không khí. Sau đó hợp chất được thay thế bởi một hỗn hợp silic tetrachloride và titani(IV) chloride trong thời gian kết thúc chiến tranh do tình trạng khan hiếm thiếc.

## Hợp chất khác
SnCl4 còn tạo một số hợp chất với NH3, như SnCl4·4NH3 là tinh thể trắng, bị phân hủy bởi nước.
SnCl4 còn tạo một số hợp chất với CO(NH2)2, như SnCl4·2CO(NH2)2 là tinh thể không màu.
SnCl4 còn tạo một số hợp chất với CS(NH2)2, như SnCl4·CS(NH2)2, SnCl4·2CS(NH2)2 và SnCl4·4CS(NH2)2 đều là bột màu trắng.
SnCl4 còn tạo một số hợp chất với CSe(NH2)2, như SnCl4·4CSe(NH2)2 là tinh thể màu cam, tan trong methanol, ethanol, ethylen glycol tạo ra dung dịch có màu tương tự; phức này cũng tan được trong nước, DMF và DMSO nhưng tạo thành dung dịch không màu.